# Brâglez, Sălaj
Brâglez (în maghiară Tótszállás, în germană Bregler) este un sat în comuna Surduc din județul Sălaj, Transilvania, România.
A fost atestat documentar pentru prima oară în anul 1554, sub numele de Tothszallas. Numele de „Tothszallas” însemnă în limba maghiară „sălașul sau adăpostul slovacilor” și vine de la slovacii care au fost aduși în zonă pentru a lucra la o fabrică de zahăr din apropiere. Numele de „Brâglez” apare mai târziu și s-a format de la cuvântul „brâglă”, care e „o parte mobilă a războiului de țesut, care susține spata”.
Conform recensământului populației României din anul 2011, localitatea avea la acea dată 267 de locuitori.